# Lycosa u-album
Lycosa u-album är en spindelart som beskrevs av Cândido Firmino de Mello-Leitão 1938. 
Lycosa u-album ingår i släktet Lycosa och familjen vargspindlar. Inga underarter finns listade i Catalogue of Life.